# Moschee der Islamischen Solidarität

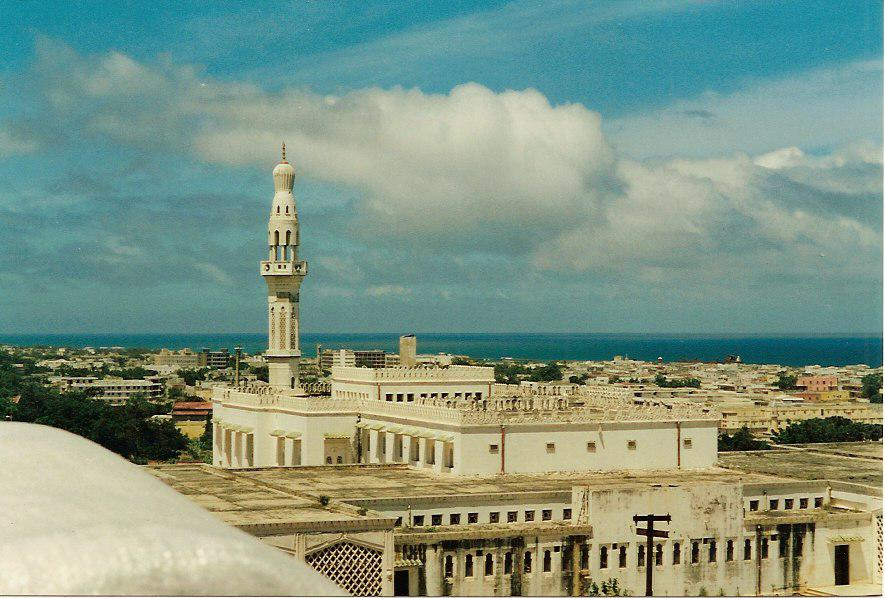
Moschee der Islamischen Solidarität (Isbaheysiga-Moschee)

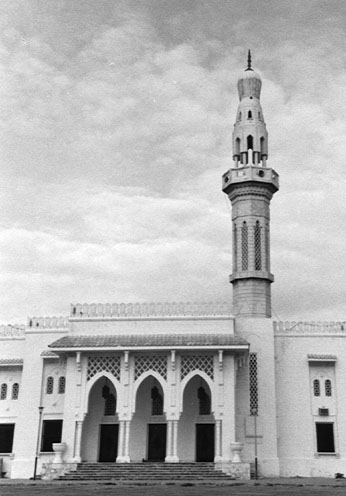
Eingang, Minarett

Die Moschee der Islamischen Solidarität (engl. Mosque of Islamic Solidarity; Somali: Masaajidka Isbaheysiga / Masjidka Isbaheysiga; arabisch جامع التضامن الإسلامي, DMG Ǧāmiʿ at-taḍāmun al-islāmī) ist eine Moschee in Mogadischu, der Hauptstadt von Somalia. Sie ist die Hauptmoschee der Stadt und gilt als die wichtigste Moschee am Horn von Afrika. Die von der saudischen Regierung mit Geldern der Fahd bin Abdul Aziz Al Saud Foundation finanzierte Moschee wurde 1976 eröffnet (anderen Angaben zufolge 1987), Prinz Saud ibn Faisal, der saudische Außenminister, war bei ihrer Einweihung anwesend. Nach Ausbruch des Somalischen Bürgerkrieges wurde sie geschlossen, 2006 wurde sie nach dem Aufstieg der Union islamischer Gerichte (Islamic Courts Union) wiedereröffnet.
Sie steht auf einem Hügel in der Nähe des Zentrums der Stadt, nur einige hundert Meter vom Indischen Ozean entfernt in unmittelbarer Nähe des Bundesparlaments.

## Video
- Mosque of Islamic Solidarity Mogadishu, Somalia 1989 – youtube.com